# Orchestra Sinfonica di Malmö
L'Orchestra Sinfonica di Malmö (Svedese: Malmö Symfoniorkester) è un'orchestra svedese, con sede a Malmö. Dal 2015 ha i suoi locali nella Sala Concerti Malmö Live recentemente costruita.
L'orchestra dispone attualmente di un gruppo di 94 musicisti. Dal 2011 il direttore principale dell'orchestra è Marc Soustrot. Il suo attuale contratto con l'orchestra è fino al 2017.

## Storia
L'orchestra fu fondata nel 1925 con Walther Meyer-Radon come primo direttore principale, dal 1925 al 1929. Herbert Blomstedt ha tenuto il titolo di Huvuddirigent (direttore principale) dal 1962 al 1963. In passato principali direttori ospiti erano stati Brian Priestman (1988-1990), Gilbert Varga (1997-2000), e Mario Venzago (2000-2003).
In un primo momento il complesso eseguiva i concerti sinfonici e serviva come orchestra per la Malmö Opera and Music Theatre, ma dal 1991 l'orchestra è stata dedicata esclusivamente ai concerti per orchestra sinfonica.
Tra il 1985 e il 2015, l'orchestra diede la sua serie principale di concerti nella Malmö Concert Hall, dopo di che si trasferì al Malmö Live.

## Registrazioni
L'orchestra ha effettuato registrazioni per BIS Records e Naxos Records.
Nel 2011, l'Orchestra Sinfonica di Malmö fece un'esecuzione per la colonna sonora del videogioco Assassin's Creed: Revelations.

## Direttori capo
- Walther Meyer-Radon (1925-1929)
- Georg Schnéevoigt (1930-1947)
- Sten-Åke Axelson (1948-1961)
- Rolf Agop (1962-1964)
- Elyakum Shapirra (1969-1974)
- Janos Fürst (1974-1977)
- Stig Westerberg (1978-1985)
- Vernon Handley (1986-1988)
- James DePreist (1991-1994)
- Paavo Järvi (1994-1997)
- Christoph König (2003-2006)
- Vassily Sinaisky (2007-2011)
- Marc Soustrot (2011–2019)
- Robert Treviño (2019-)